# Bioimpédance
Pour les articles homonymes, voir impédancemétrie.
L'impédancemétrie, ou bio-impédance, est la mesure de la résistance des tissus biologiques par l'envoi d'un courant sinusoïdal de faible intensité (de l'ordre du milliampère) et de haute fréquence (10-100 kHz) à travers des électrodes. En appliquant une tension aux bornes des électrodes, il est possible de mesurer une impédance par le biais de la loi d'Ohm. Il y a un risque d'erreur, selon la déshydratation.

## Utilisation en pharmacologie
La mesure d’impédance permet de caractériser l'activité de composés actifs sur la base de signatures comportementales spécifiques. Cette technique a été adoptée par de nombreuses entreprises de pharmacologie pour cribler des banques de composés potentiellement actifs. 

## Utilisation en cardiologie
Le terme de bioimpédance a été évoqué par le scientifique Cremer [réf. nécessaire] en 1907 lorsqu'il a testé le phénomène de bioimpédance sur un cœur isolé de grenouille. Nyober, en 1940, puis Kubicek en 1966, introduit la notion de dérivée d'impédance qui permettra par la suite de mesurer le taux d'éjection systolique à la sortie du cœur sur des astronautes de la NASA.
Plus tard, avec les travaux de Sramek, Bernstein & Quail en 1985, l'impédancemétrie a été reprise pour la mesure du débit cardiaque.
L'impédancemétrie est présentée comme une méthode non invasive, facile à utiliser et surtout de faible coût. Les mesures se font par simple pose d'électrodes sur le corps. La méthode la plus utilisée est la méthode à quatre électrodes afin de minimiser l'effet d'impédance des électrodes en contacts avec la peau. Les inconvénients sont principalement dans la reproductibilité des signaux d'impédance et dans l'interprétation de ces courbes.
Les premières recherches en impédancemétrie, pour la mesure du débit cardiaque, utilisaient une équation basée sur la dérivée du signal d'impédance et sur le paramètre Z0 dit « impédance de base ».
Les résultats étaient peu concluants du fait de la non-connaissance du paramètre Z0. En effet, celui-ci est très variable d'un individu à l'autre et varie selon de nombreux facteurs comme la respiration, la position des électrodes ou encore la transpiration.

## Détermination de la composition corporelle
L'impédancemétrie est utilisée dans différentes situations (milieu hospitalier, perte de poids volontaire, sportifs, etc.). Elle permet de déterminer la quantité d'eau, de graisse et de muscle.
Un modèle, basé sur les équations de Cole-Cole, a été employé dès le début des années 1990 (en particulier par le Dr Lorenzo en Italie). Cette fonction est parfois disponible dans les pèse-personne du commerce. Certains modèles permettent même le suivi sur la durée de sa masse de graisse par un enregistrement automatique des mesures de poids et d'impédancemétrie par des applications connectées. Attention cependant, ces modèles ne sont pas très fiables[réf. nécessaire].
Comme la technique est basée sur la masse hydrique totale du corps, certains facteurs entraînant des variations du volume des liquides du corps peuvent être source d'erreur de mesure du taux de graisse. Cependant, le régime alimentaire, le mode de vie et la quantité d'exercice physique affectent tant le poids que l'état d'hydratation.
On observe également des fluctuations du taux de graisse liées aux variations hormonales. Par exemple, au cours du cycle menstruel, les règles sont précédées d'un état d'hyperhydratation. Il est donc recommandé de mesurer son taux de graisse une fois par mois après les règles.